# 奧斯卡·格勞夫
奧斯卡·格勞夫（希伯來語：אוסקר גלוך；2004年4月1日—）是以色列職業足球員，司職進攻中場，現時效力荷甲球隊阿積士，並代表以色列參加國際比賽。

## 球會生涯

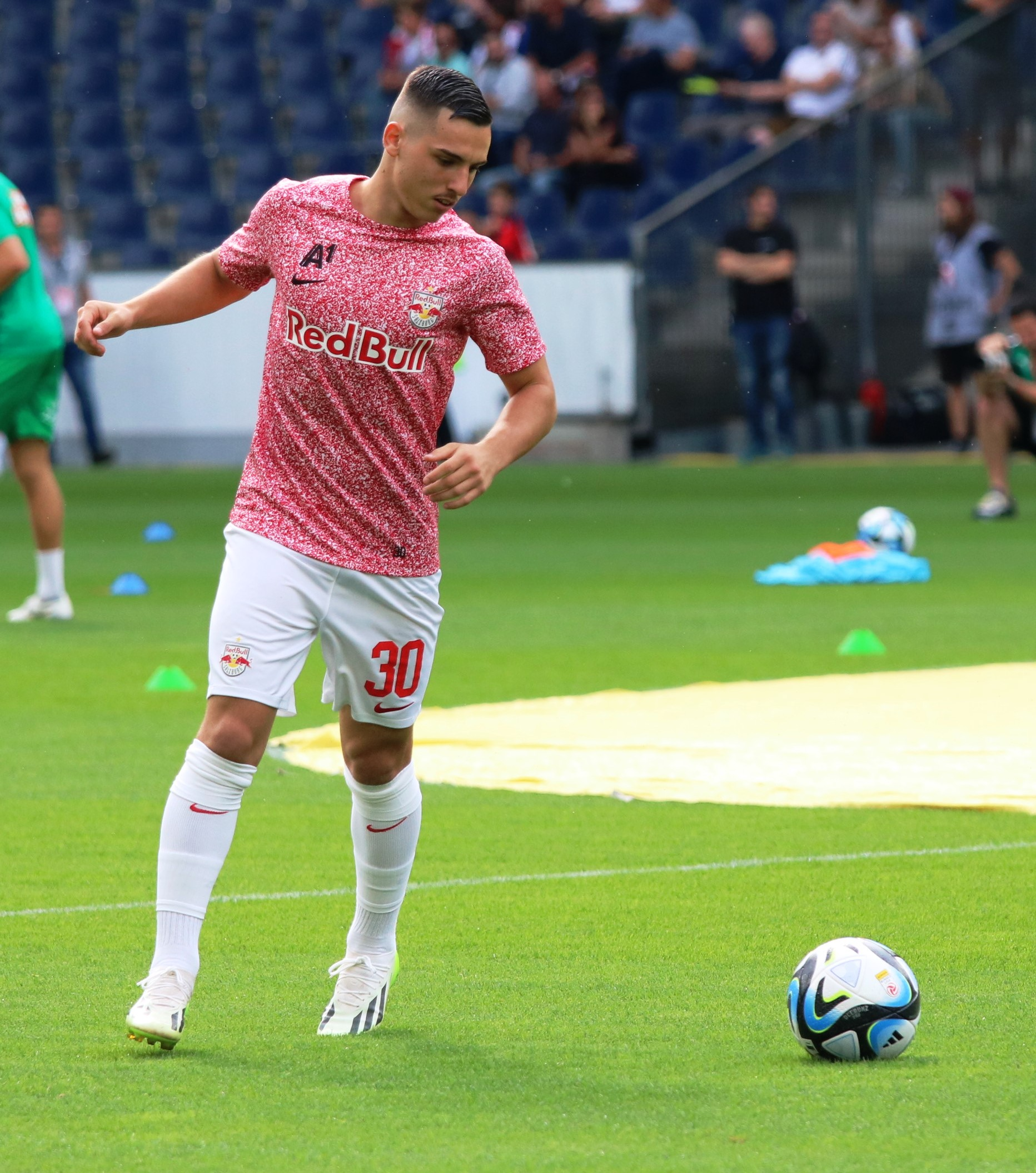
格勞夫在2023年效力薩爾斯堡紅牛

### 早年生涯
格勞夫出生於雷霍沃特，並在當地球會沙拉伊姆馬卡比開始足球生涯。他在一年後獲特拉維夫馬卡比邀請試腳，並在試腳表現出色後加盟球會的青訓隊。

### 特拉維夫馬卡比
2021年3月，格勞夫與特拉維夫馬卡比簽下他的首張職業合約。同年8月8日，格勞夫在特拉維夫馬卡比對陣耶路撒冷夏普爾的以色列賽事中上演職業生涯地標戰，球隊以1–1賽和對手，但格勞夫在互射十二碼階段射失關鍵十二碼，令球隊最終以7–6落敗。 
2022年4月28日，他在對陣海法马卡比的1–1和局中首次在聯賽上陣，並射入職業生涯首個入球。

### 薩爾斯堡紅牛
2023年1月27日，奧超球會薩爾斯堡紅牛宣布簽入格勞夫，合約為期四年半，轉會費為700萬歐元。
2023年9月20日，格勞夫於對陣賓菲加的作客比賽中首次亮相歐聯賽事，並在比賽第51分鐘入球，協助球隊以2–0擊敗對手，他以19歲之齡成為最年輕在歐聯入球的以色列球員。

## 國家隊生涯
格勞夫曾代表以色列各級青年梯隊。他在2021年協助以色列U19從2022年歐洲U-19足球錦標賽外圍賽中出線，取得參與決賽週的資格。在由斯洛伐克舉辦的正賽中，以色列成功晉級決賽，其中格勞夫在晉級途中共為球隊射入兩球。在對陣英格蘭的決賽中，格勞夫在比賽上半場為以色列打開紀錄，但英格蘭在下半場扳平後，在加時階段再射入兩球，以色列以1–3落敗。格勞夫在賽後入選賽事最佳陣容，而他在決賽對陣英格蘭的入球則獲選為賽事最佳入球。
格勞夫在2022年6月首次代表以色列U21，並在2023年U21歐洲國家盃外圍賽中為球隊上陣。
2022年11月11日，格勞夫首次入選以色列對陣的國家隊名單，以備戰對陣贊比亞和塞浦路斯的熱身賽。同月17日，他在對陣贊比亞的4–2勝仗中後備上陣，完成國家隊地標戰。三天後，格勞夫在對陣塞浦路斯的熱身賽中正選上陣，並射入他的首個國家隊入球，以色列最終以2–3落敗。
2023年6月16日，格勞夫在對陣白俄羅斯的歐洲國家盃外圍賽比賽的下半場補時階段射入奠勝一球，令以色列以2–1反勝對手。

## 個人生活
格勞夫的父親是俄羅斯裔以色列人，在十三歲時從俄羅斯移民到以色列。

## 生涯統計

### 球會
最後更新：2024年2月24日
| 效力球會       | 球季     | 聯賽     | 聯賽 | 聯賽 | 國家盃賽 | 國家盃賽 | 聯賽盃賽 | 聯賽盃賽 | 洲際賽事 | 洲際賽事 | 其他 | 其他 | 總計 | 總計 |
| 效力球會       | 球季     | 聯賽     | 上陣 | 入球 | 上陣     | 入球     | 上陣     | 入球     | 上陣     | 入球     | 上陣 | 入球 | 上陣 | 入球 |
| -------------- | -------- | -------- | ---- | ---- | -------- | -------- | -------- | -------- | -------- | -------- | ---- | ---- | ---- | ---- |
| 特拉維夫馬卡比 | 2021–22  | 以超     | 8    | 3    | 2        | 0        | 1        | 0        | 0        | 0        | 0    | 0    | 11   | 3    |
| 特拉維夫馬卡比 | 2022–23  | 以超     | 17   | 4    | 2        | 2        | 2        | 0        | 4        | 0        | 0    | 0    | 25   | 6    |
| 特拉維夫馬卡比 | 總計     | 總計     | 25   | 7    | 4        | 2        | 3        | 0        | 4        | 0        | 0    | 0    | 36   | 9    |
| 薩爾斯堡紅牛   | 2022–23  | 奧超     | 15   | 2    | 0        | 0        | —        | —        | 2        | 0        | 0    | 0    | 17   | 2    |
| 薩爾斯堡紅牛   | 2023–24  | 奧超     | 19   | 5    | 3        | 0        | —        | —        | 5        | 2        | 0    | 0    | 27   | 7    |
| 薩爾斯堡紅牛   | 總計     | 總計     | 34   | 7    | 3        | 0        | —        | —        | 7        | 2        | 0    | 0    | 44   | 9    |
| 生涯總計       | 生涯總計 | 生涯總計 | 59   | 14   | 7        | 2        | 3        | 0        | 11       | 2        | 0    | 0    | 80   | 18   |

1. ↑  於歐協聯賽事上陣。
2. ↑  於歐霸盃賽事上陣。
3. ↑  於歐聯賽事上陣。

### 國家隊
最後更新：2023年11月18日
| 代表國家隊 | 年份 | 上陣 | 入球 |
| ---------- | ---- | ---- | ---- |
| 以色列     | 2022 | 2    | 1    |
| 以色列     | 2023 | 9    | 2    |
| 總計       | 總計 | 11   | 3    |

### 國家隊入球
| #  | 日期           | 地點                           | 對手     | 入球比數 | 最終比數 | 賽事                   |
| -- | -------------- | ------------------------------ | -------- | -------- | -------- | ---------------------- |
| 1. | 2022年11月20日 | 以色列佩塔提克瓦哈莫沙瓦體育場 | 賽普勒斯 | 1–2      | 2–3      | 熱身賽                 |
| 2. | 2023年6月16日  | 匈牙利布达佩斯蘇薩·費倫茨球場  | 白俄羅斯 | 2–1      | 2–1      | 2024年歐洲國家盃外圍賽 |
| 3. | 2023年9月9日   | 羅馬尼亞布加勒斯特國家體育場   | 羅馬尼亞 | 1–1      | 1–1      | 2024年歐洲國家盃外圍賽 |

## 榮譽

### 球會
薩爾斯堡紅牛
- 奥地利足球超级联赛：2022–23（英语：2022–23_Austrian_Football_Bundesliga）

### 個人
- 歐洲U-19足球錦標賽賽事最佳陣容：2022（英语：2022_UEFA_European_Under-19_Championship）[12]
- 歐洲U-19足球錦標賽賽事最佳入球：2022（英语：2022_UEFA_European_Under-19_Championship）[13]

## 外部連結
- 奧斯卡·格勞夫－UEFA國際賽競賽紀錄
- 在特拉維夫馬卡比官網上的球員檔案 （页面存档备份，存于）
- 在薩爾斯堡紅牛官網上的球員檔案 （页面存档备份，存于）